# Палладий Ратиарский
Палла́дий Ратиарский (лат. Palladius [episcopus] Ratiarensis; 315—?) — христианский богослов второй половины IV века, епископ Ратиарии в провинции Дакия Прибрежная. Смещён вместе с епископом Секундианом Сингидунским на Аквилейском соборе 381 года. Палладий известен преимущественно в связи с этим собором, одним из тех, которые завершили арианский спор. На нём Палладий представлял омиев, умеренное течение осуждённого на Никейском соборе 325 года арианства. Ход защиты Палладия известен из деяний собора, а его комментарии к ним были открыты в XIX веке Георгом Вайцем.
Считается выдающимися арианским богословом. В комментариях к деяниям Аквилейского собора арианского епископа Максимина Палладий назван святым.

## Биография
Дата рождения Палладия не известна и выводится исследователями исходя из известных фактов его биографии. В 335 году он был пресвитером, в период активности фотиниан был защитником их мнений и был ими поставлен епископом в 346 году. Исходя из этого русский историк церкви В. Самуилов XIX века относит его рождение к 315 году, тогда как Р. Гризон считает более вероятным первое десятилетие IV века. По мнению Р. Гризона, диоцез Палладия находился в провинции Дакия Прибрежная, ранее высказывались и другие мнения. Эта область находилась на границе восточной и западной частей Римской империи.
В деяниях Аквилейского собора 381 года сохранилось утверждение председателя этого собрания, епископа Валериана, что на одном из соборов против Фотина Сирмийского Палладий был низложен и осуждён вместе с фотинианами, став сторонником омийства. Сам Палладий это заявление не прокомментировал. Среди историков церкви не единства в оценке достоверности этой информации. Тиллемон считал его вполне правдоподобным, по мнению Ф. Кауффмана это нельзя понимать буквально. Жак Цайллер полагает, что такая достаточно радикальная смена убеждений из фотинианства в арианство, если она имела место, весьма загадочна, хотя и возможна. Ближайшими территориально к Ратиарии епископами были видные ариане Урсакий Сингидунский и Валент Мурсийский, возможно Палладий был их учеником. В 366 году Палладий прибегал к помощи Урсакия и Валента против клириков Герминия. Несколько произведений, оригинальных по стилю и языку («Dissertatio Maximini», комментарии к «De fide» Амвросия Медиоланского), приписываются Палладию, однако общего мнения на этот счёт нет.
Не сохранилось никаких других следов жизни Палладия, равно как и его трудов, до начала спора с православным епископом Амвросием Медиоланским. В начале 379 года Палладий просил у императора Грациана организовать вселенский собор для защиты омиев. Грациан вначале согласился, но потом согласился с мнением Амвросия о том, что из-за небольшого количества западных омиев нет необходимости именно вселенский собор, поэтому перед сентябрём 381 года дал приказ организовать собор в североитальянской Аквилее с участием ближайших епископов. Таким образом, омии не могли рассчитывать на поддержку восточных епископов, где это течение было довольно сильно, и из омиев были только инициаторы созыва собора Палладий, Секундиан Сингидунский и пресвитер Аттал. Об этом Аттале практически ничего не известно, высказывались предположения, что он принадлежал к арианам старшего поколения и лично знал Ария.
С другой стороны Амвросий, желавший окончательно предать ариан анафеме, намеревался с помощью галльский и североительянских епископов, верных никейскому исповеданию, признать западных омиеев еретиками и отлучить их от церкви. С этой целью и был организован собор в Аквилее. Поскольку Амвросий имел возможность изложить своё мнение императору Грациану после Палладия, его точка зрения на то, каким образом должен был быть организован собор, победила и восточные епископы не были приглашены. Ещё одной причиной, по которой требовалось принятие жёстких мер против омиев на севере империи было стремительное распространение арианства среди германцев.

## Осуждение на Аквилейском соборе
Деяния Аквилейского собора сохранились в форме протокола судебного заседания. Собор открылся 3 сентября 381 года при участии 35 православных епископов и консулов Суагрия и Евхерия. Ещё до открытия собора между православными и Палладием с Секундианом происходили частные разговоры, в которых омии изложили свою точку зрения, согласно которой Сын Божий является творением. Затем, когда открылся собор, и стало ясно, что омии в меньшинстве, Палладий начал настаивать на отложении рассмотрений до прибытия восточных. Тем не менее, по желанию Амвросия, ставшего основным докладчиком от православных, было публично зачитано письмо Ария епископу Александру Александрийскому, после чего Палладию был задан вопрос — осуждает ли он как богохульство мнение Ария о Сыне. В данном письме Ария содержались положения, согласующиеся с омийским учением, тогда как другие, принятые более радикальными аномеями, омии анафематствовали. В последовавшем за этим обсуждении Палладий изложил свою точку зрения, согласно которой Иисус Христос был истинным Сыном Божьим, божественная природа которого истинна, но его нельзя назвать истинным Богом. В доказательство он ссылался на известное место из Евангелия от Иоанна («Отец Мой более Меня», Ин. 14:28). Затем он ссылался на то, что Сын рождён от Отца, послан Отцом, подчинён ему и исполняет его повеления. Премудрым, благим, всемогущим и судьёй всех Палладий считал одного Отца, как обладающему самостоятельно этими свойствами. Хотя эти свойства также присущи и Сыну, но не как самостоятельные, а полученные от Отца. Относительно воплощения Палладий признавал принятие Сыном Божьим только человеческой плоти без души, при этом божество его было бессмертно и призвала его смертным в той мере, в которой можно признать смертной человеческую душу. По мнению В. Самуилова, в своих взглядах Палладий обнаружил следование учению Евсевия Кесарийского. При этом он всячески избегал осуждения доктрины Ария. Этой же линии затем придерживались Секундиан и священник Аттал. Как отметил Р. Гризон, «Палладий отказывается сказать, что Сын является истинным Богом, ибо для него один Отец является истинным Богом, то есть Началом без начала. Но он исповедует, что он является истинно сыном Божьим через противопоставление людям, которые являются сыновьями Божьими только посредством усыновления; Он один получает бытие непосредственно от Отца, и Он подобен Ему». В этом аспекте богословие Палладия крайне схоже с триадологическим учением Евномия.
В конце обсуждения Палладий сделал ещё одну попытку уклониться от обсуждения, потребовав в качестве свидетелей представителей гражданских властей. На это Амвросий напомнил ему обычную практику церкви, согласно которой «в делах веры священники судят мирян, а не миряне священников». После того, как 3 сентября Палладий отказался отвечать на вопрос о том, умаляет ли божественное достоинство Сына его крестная смерть, и о правомочности применения к нему наименования «совершенное творение», дискуссия зашла в тупик. Амвросий объявил собору, что не считает Палладия достойным епископского сана и церковного общения, после чего каждый из епископов высказывал своё мнение. Большинство колебалось признать его арианином и осудило лишь за то, что он не анафематствовал положений учения Ария и его письме к Александру. Палладий продолжал настаивать на привлечении восточных епископов, делопроизводителей и обычных слушателей на собор. В ответ на это Амвросий сформулировал свой принцип «священники должны судить мирян, а не миряне священников». В тот же день Палладий, Секундиан и Аттал были анафематствованы и извержены из сана, о чём было направлено письмо всем епископам Запада. В практике христианской церкви такое строгое наказание было применено впервые.
Канонические основания столь сурового осуждения Палладия, а также желание Палладия привлечь к соборному обсуждению языческие светские власти, подробно анализировались.